# Carlos Peña Rómulo
Carlos Peña Rómulo (14 de janeiro de 1899, Camiling, Tarlac - 15 de dezembro de 1985, Manila) foi um diplomata, político e escritor filipino.
Foi o presidente da Assembleia Geral das Nações Unidas em 1949–1950.

## Livros publicados
- I Saw the Fall of The Philippines
- Mother America
- My Brother Americans
- I See The Philippines Rise
- The United
- Crusade in Asia (The John Day Company, 1955; about the 1953 presidential election campaign of Ramon Magsaysay)
- The Meaning of Bandung
- The Magsaysay Story (with Marvin M. Gray, The John Day Company 1956, updated re-edition by Pocket Books, Special Student Edition, SP-18, December 1957; biography of Ramon Magsaysay, Pocket Books edition updated with an additional chapter on Magsaysay's death)
- I Walked with Heroes (autobiography)
- Last Man off Bataan (Romulo's experience during the Japanese Plane bombings.)